# Jaime Correa Córdoba
Jaime Correa Córdoba (Durango, México, 6 de agosto de 1979) es un exfutbolista mexicano. Jugaba como medio de contención y actualmente se encuentra sin equipo después de dirigir al Club de Futbol Pachuca Femenil.

## Trayectoria
Después de lograr el ascenso de la 2.ª División a la Primera División A con su equipo los Alacranes de Durango, es fichado por el Pachuca para el torneo de verano 2001. En ese torneo únicamente disputaría dos encuentros, es en la fecha 10 donde debuta en Primera división en el encuentro América-Pachuca, jugando 10 minutos , con victoria para los de Hidalgo, su segundo encuentro fue un empate en contra de los Tigres.
En los torneos siguientes invierno 2001 y verano 2002, muestra regularidad, para el Torneo de Apertura 2002 prácticamente se adueña de la media cancha y hasta el torneo de Clausura 2007 es un titular sin discusión.
. Para el apertura 2010 se convierte en refuerzo del San Luis F.C. Llegó a Club Necaxa para jugar el Clausura 2012 en la liga de ascenso de México.
En diciembre del 2012, se confirma su regreso al Club Pachuca.

## Selección nacional
Ha sido convocado a la Selección Mexicana, para participar en la Copa América 2007.
Su buen desempeño con el Pachuca, valieron para que el entonces entrenador de la Selección Mexicana Hugo Sánchez lo convocara para disputar la Copa América 2007, además de que Pável Pardo, jugador emblemático del medio campo, decidiera no participar en ese el campeonato . Correa tuvo una aceptable participación demostrando que puede hacerse cargo de la media cancha.

### Participaciones en Copas América
| Copa              | Sede      | Resultado    |
| ----------------- | --------- | ------------ |
| Copa América 2007 | Venezuela | Tercer lugar |

## Clubes
| Club                   | País   | Año         |
| ---------------------- | ------ | ----------- |
| Alacranes de Durango   | México | 2001        |
| Pachuca                | México | 2001 - 2010 |
| San Luis               | México | 2010 - 2011 |
| Club Necaxa            | México | 2012        |
| San Luis               | México | 2012        |
| Pachuca                | México | 2013        |
| Correcaminos de la UAT | México | 2013        |
| Club Zacatepec         | México | 2014        |

## Palmarés

### Campeonatos nacionales
| Título                     | Club                 | País   | Año           |
| -------------------------- | -------------------- | ------ | ------------- |
| Verano                     | Alacranes de Durango | México | 1999          |
| Invierno                   | Alacranes de Durango | México | 1999          |
| Primera División de México | Pachuca              | México | Invierno 2001 |
| Primera División de México | Pachuca              | México | Apertura 2003 |
| Primera División de México | Pachuca              | México | Clausura 2006 |
| Primera División de México | Pachuca              | México | Clausura 2007 |

### Campeonatos internacionales
| Título                           | Club    | País   | Año  |
| -------------------------------- | ------- | ------ | ---- |
| Copa Sudamericana                | Pachuca | México | 2006 |
| Copa de Campeones de la Concacaf | Pachuca | México | 2007 |
| Copa de Campeones de la Concacaf | Pachuca | México | 2008 |
| Concacaf Liga Campeones          | Pachuca | México | 2010 |